# La Sagesse des crocodiles
Pour plus de détails, voir Fiche technique et Distribution.
La Sagesse des crocodiles (The Wisdom of Crocodiles) est un thriller romantique britannique, réalisé par Po-Chih Leong, sorti en 1998. Il est adapté du roman éponyme de Paul Hoffman.

## Fiche technique
Sauf indication contraire, les informations mentionnées dans cette section peuvent être confirmées par la base de données cinématographiques IMDb,  présente dans la section « Liens externes ».
- Titre français : La Sagesse des crocodiles
- Titre original : The Wisdom of Crocodiles ou Immortality
- Titre québécois : Immortalité
- Réalisation : Po-Chih Leong
- Scénario : Paul Hoffman
- Casting : Michelle Guish
- Direction artistique : Ben Scott
- Décors : Andy Harris
- Costumes : Anna B. Sheppard
- Maquillage : Anne Oldham
- Son : Colin Nicolson
- Photographie : Oliver Curtis
- Montage: Robin Sales
- Musique : Orlando Gough, John Lunn
- Production : Carolyn Choa, David Lascelles
- Sociétés de production : Goldwyn Films, Film Foundry Partners, Entertainment Film Distributors, Zenith Entertainment, Arts Council of England
- Sociétés de distribution : Entertainment Film Distributors, Mars Distribution
- Société d'effets spéciaux : The Film Factory at VTR
- Pays d'origine : Royaume-Uni
- Langue : Anglais
- Format : Couleurs - 1,85:1 - DTS / Dolby Digital / SDDS - 35 mm
- Genre : Fantastique, horreur, policier, romance, thriller
- Durée : 98 minutes
- Dates de sorties en salles : 
  -  France : 16 août 2000
  -  Royaume-Uni : 27 novembre 1998
- Film interdit aux moins de 12 ans lors de sortie en salles en France.

## Distribution
- Jude Law (VF : Dimitri Rataud) : Steven Grlscz
- Elina Löwensohn : Anne Levels
- Timothy Spall : l'inspecteur Healey
- Jack Davenport : le détective Roche
- Colin Salmon (VF : Christophe Peyroux) : Martin
- Hitler Wong : Noodles Chan
- Kerry Fox (VF : Marjorie Frantz) : Maria Vaughan
- Anastasia Hille (VF : Marie-Laure Dougnac) : Karen
- Ashley Artus (en) (VF : Laurent Natrella) : le leader du gang dans le métro

## Autour du film

### Anecdotes
- Le titre fait référence à la théorie de Paul D. MacLean sur l'évolution du cerveau. Le cerveau reptilien serait selon lui la partie la plus primitive du cerveau, semblable aux cerveaux des reptiles et assurant des fonctions de base (respiration, battements cardiaques, régulation de la température, équilibre). Le personnage principal, Steven Grlscz agit suivant son instinct de conservation qui lui dicte son attitude meurtrière.

### Critiques
En regard du box-office, La Sagesse des crocodiles a reçu des critiques mitigées. Il obtient 47 % d'avis positifs sur Rotten Tomatoes, sur la base de 19 critiques commentaires collectées qui dépeint La Sagesse des crocodiles « comme un film élégant mais émotionnellement indifférent. ». Sur Metacritic, il obtient une note favorable de 84/100, sur la base de 11 commentaires collectées, ce qui lui permet d'obtenir le label « Critiques mitigées ou moyennes » et fut évalué à 3,4/5 pour 20 critiques de presse sur Allociné.

« (...) Un classique revisité (...) Évitant les effusions, ce film (...) échappe au classique film d'horreur (...). »

— François-Guillaume Lorrain, Le Point, 11 août 2000.

« (...) Un long cauchemar dans un Londres aux allures futuristes (...) beau film. »

— Samuel Blumenfeld, Le Monde, 16 août 2000.

« Avec son rythme languissant, sa mollesse travaillée, et en dépit d'un dénouement totalement conventionnel et raté, le film bénéficie d'un certain charme anémique... »

— Jean-Marc Lalanne, Libération, 16 août 2000.

« On peut être appâté par cette bizarrerie, et surtout mordu par le charisme de Jude Law, mais on ne marche pas dans la combine de Po-Chih Leong (...). Ni cinéma de terreur ni cinéma d'auteur : le bluff épuise vite La Sagesse des crocodiles, dont il ne reste qu'une peau de chagrin. »

— Jean-Marc Lalanne, Télérama, 19 août 2000.

## Distinctions
| Date                  | Distinction                                             | Catégorie          | Nom           | Résultat   |
| --------------------- | ------------------------------------------------------- | ------------------ | ------------- | ---------- |
| 27 au 31 janvier 1999 | Festival international du film fantastique de Gérardmer | Prix du jury       | Po-Chih Leong | Lauréat    |
| 12 au 27 mars 1999    | Festival international du film fantastique de Bruxelles | Méliès d'Argent    | Po-Chih Leong | Lauréat    |
| 17 au 21 mars 1999    | Festival du film d'aventures de Valenciennes            | Prix de l'audience | Po-Chih Leong | Lauréat    |
| 6 au 16 octobre 1999  | Festival international du film de Catalogne             | Méliès d'Or        | Po-Chih Leong | Nomination |